# شاخص سودآوری
شاخص سودآوری (انگلیسی: Profitability index) یا شاخص سوددهی یک طرح سرمایه‌گذاری، نرخی است که از تقسیم ارزش خالص فعلی جریانات نقدی ورودی بر ارزش فعلی هزینهٔ سرمایه‌گذاری به‌دست می‌آید. شاخص سودآوری یا PI ارتباط بین هزینه‌های سرمایه‌گذاری و عواید آتی طرح را نشان می‌دهد.
- {\displaystyle {\text{Profitability index}}={\frac {\text{PV of future cash flows}}{\text{Initial investment}}}}